# Воропаево (Железногорский район)
Воропа́ево — деревня в Железногорском районе Курской области. Входит в состав Кармановского сельсовета.
Население — 100 человек (2010 год).

## География
Расположена на юго-западе Железногорского района, в 20 км к югу от Железногорска на ручье Суслове, притоке Свапы.

## Этимология
Получила название по фамилии первозаимщиков — однодворцев Воропаевых.

## История
Возникла в начале XVII века. В 1628 году за Воропаевыми была официально закреплена земля деревни. В XVII—XVIII веках Воропаево входило в состав Усожского стана Курского уезда. С 1779 года в составе Дмитриевского уезда.
По данным 9-й ревизии 1850 года крепостные крестьяне деревни принадлежали помещикам Николаю (64 души мужского пола) и Александру (172 д.м.п.) Анненковым.
Кроме крепостных крестьян здесь проживали однодворцы Воропаевы и Беседины, общим числом около 30 человек (XIX век). Деревня состояла из двух частей: Толмачёвки и самого Воропаева. Жители Толмачёвки ходили молиться в Троицкую церковь села Карманово, а большая часть деревни в Пятницкую церковь села Погорельцево. В 1862 году в деревне было 35 дворов, проживало более 400 человек.
В 1890 году 21 семья переселилась из Воропаево в Каинский уезд Томской губернии и основала там посёлок Воропаевский.
В 1918—1923 годах Воропаево было административным центром Воропаевского сельсовета. Его председателем был Григорий Иванович Медведев. В 1923—1989 годах деревня находилась в составе Погорельцевского сельсовета. В 1924 году Дмитриевский уезд был упразднён, Воропаево вошло в состав Льговского уезда Курской губернии. С 1928 года в составе Михайловского (ныне Железногорского) района.
В 1930 году в деревне был создан колхоз «Новый Свет». В 1937 году в Воропаево было 109 дворов. Во время Великой Отечественной войны, с октября 1941 года по 22 февраля 1943 года, деревня находилась в зоне немецко-фашистской оккупации. В 1950 году воропаевский колхоз «Новый Свет» был присоединён к колхозу имени Жданова (центр в с. Погорельцево). В 1959 году колхоз имени Жданова был присоединён к колхозу имени имени XXI Партсъезда (центр в с. Карманово), который просуществовал до 1990-х годов.

## Население
| 1862 | 1877 | 1883 | 1905 | 1979 | 2002 | 2010 |
| ---- | ---- | ---- | ---- | ---- | ---- | ---- |
| 304  | ↗510 | ↘405 | ↘307 | ↘215 | ↘97  | ↗100 |